# Podhradie (Trenčín)
Podhradie (em húngaro: Keselőkő) é um município da Eslováquia, situado no distrito de Prievidza, na região de Trenčín. Tem 12,76 km² de área e sua população em 2018 foi estimada em 305 habitantes.

## Demografia
| Ano:        | 1994 | 2004   | 2014   | 2024   |
| ----------- | ---- | ------ | ------ | ------ |
| Broj ljudi: | 343  | 333    | 309    | 292    |
| Razlika:    |      | -2,91% | -7,20% | -5,50% |

| Ano:               | 2023 | 2024   |
| ------------------ | ---- | ------ |
| Número de pessoas: | 288  | 292    |
| Diferença:         |      | +1,38% |